# Io c'è
Io c'è è un film italiano del 2018 diretto da Alessandro Aronadio.

## Trama
Massimo Alberti, titolare di un Bed & breakfast, cerca continuamente degli espedienti per non pagare le numerose tasse imposte sulla sua attività, finché non scopre che gli edifici classificati come luoghi di culto sono esentasse: così decide di approfittare spudoratamente di questa situazione per fondare un nuovo culto, lo Ionismo. Con l'aiuto della sorella Adriana e dello scrittore Marco Cilio, Massimo stila lo statuto dello Ionismo e istituisce le regole, i simboli sacri, i riti. Questa religione suggerisce l'indipendenza, il viver per sé stessi, seguire la spinta personale: il simbolo sacro è uno specchio, verso cui i fedeli guardano per osservare loro stessi.
Dovendo avere dei proseliti, attira a sé un primo gruppo di senzatetto della vicina comunità ecclesiastica di suore che, indispettite dal gesto, tentano di riportarli indietro. Incredibilmente costoro seguono anche i suoi precetti e uno di loro smette di assumere alcool. Rimangono affascinati dallo ionismo anche l'incaricato a vigilare che non si tratti di una truffa; un paralitico che chiede il miracolo di tornare a camminare; una donna avanti con l'età che prova ancora pulsioni sessuali. Massimo spiega loro di dover seguire la voce del proprio essere. Anche Adriana segue lo Ionismo, lasciando Giulio, l'altezzoso marito, e fidanzandosi con Andrea, l'amante che frequenta da anni, un suonatore di reggae.
Lo Ionismo si ritrova ad affrontare il suo primo funerale, ma Massimo non racconta alcuna storia in merito ad un aldilà, esponendo ai fedeli una visione materialistica della morte: la defunta è semplicemente lì, nell'urna. Non ci si dovrebbe interrogare sull'aldilà, perché non avremo mai una risposta: bisogna godersi il viaggio della vita.
Nel B&B alloggia anche Teresa, una giovane che irretisce il cuore di Massimo. La ragazza ha subito un'operazione e avrebbe dovuto subirne una seconda, molto rischiosa, ma ha deciso di non intraprendere quella via, per godersi il viaggio della vita, come suggerito da Massimo al funerale Ionista.
Nel frattempo lo Ionismo viene accettato come religione dallo Stato e il B&B è classificato come luogo di culto. Marco ha stilato il Vangelo Ionista ed è pronto a lanciarlo sul mercato. Massimo non ne vuole più sapere nulla, e Marco lo minaccia di uno scisma. L'uomo capisce di essere andato troppo oltre: da un semplice trucco per non pagare le tasse è arrivato a ingannare decine di persone, e Teresa rischia la vita credendo in una bugia. Dopo una funzione, sfoga la sua ira rompendo lo specchio, cacciando tutti e facendo a pezzi gli oggetti del B&B.
Qualche tempo dopo, dato che lo ionismo è stato riconosciuto dallo Stato italiano, un giudice condanna Massimo per offesa e vilipendio a persone, oggetti sacri e luogo di culto consacrato e terrorismo religioso. L'auto che sta per portarlo in carcere viene fermata da un gruppo di fedeli ionisti, tra cui Teresa: la donna dice a Massimo di essere guarita e di non necessitare più della seconda operazione, santificando Massimo.
Mentre Massimo è in carcere, Marco continua le funzioni ioniste, leggendo il Vangelo e ispirandosi a un affresco raffigurante Massimo.

## Distribuzione
La pellicola è uscita nelle sale cinematografiche italiane il 29 marzo 2018.

## Accoglienza
La pellicola in Italia ha incassato 1,7 milioni di euro.

## Riconoscimenti
- 2018 - Nastro d'argento
  - Candidatura al miglior soggetto ad Alessandro Aronadio, Renato Sannio, Edoardo Leo
  - Candidatura al miglior attore in una commedia a Edoardo Leo